# Krzyż Więźniów Politycznych 1940–1945
Krzyż Więźniów Politycznych 1940–1945 (fr. Croix du prisonnier politique 1940–1945, fl. Het Politieke Gevangenkruis 1940–1945) – belgijskie odznaczenie państwowe, którym wyróżniano obywateli belgijskich więzionych w okresie II wojny światowej z przyczyn politycznych.

## Historia
Odznaczenie zostało ustanowione dekretem księcia regenta Belgii Karola w dniu 13 listopada 1947 roku dla wyróżnienia obywateli belgijskich, którzy zostali uwięzieni przez Niemców z przyczyn politycznych w więzieniach oraz obozach koncentracyjnych w latach 1940–1945.

## Zasady nadawania
Zgodnie z dekretem krzyż nadawany był wszystkim obywatelom belgijskim, którzy w latach 1940–1945 zostali osadzeni w niemieckich obozach koncentracyjnych i więzieni z powodów działalności politycznej oraz konspiracyjnej.

## Opis odznaki
Odznaką odznaczenia jest krzyż typu maltańskiego o wymiarach 37 x 37 mm, wykonany ze srebra.
Na awersie odznaki w środku krzyża umieszczona jest okrągła tarcza z brzegiem wykonanym z drutu kolczastego. Wewnątrz tarczy znajduje się trójkąt skierowany wierzchołkiem w dół pokryty czerwoną emalią i czarną emaliowaną literą B.
Na rewersie okrągła tarcza otoczona drutem kolczastym jest emaliowana na czarno, a w jej środku znajdują się srebrne daty 1940 i 1945 w kolorze krzyża.
Medal zawieszony jest na wstążce o szer. 38 mm, w białe i niebieskie paski (siedem białych i sześć niebieskich). Na wstążce umieszczano okucia w postaci srebrnych pasków, na których umieszczano gwiazdki, czasami zamiast pasków stosowano tylko srebrne gwiazdki. Każda gwiazdka oznaczała 6-miesięczny pobyt w więzieniu lub obozie.